# Syndrom trzeszczkowy
Syndrom trzeszczkowy – przewlekła choroba końskich nóg obejmująca deformację w okolicy tzw. trzeszczki kopytowej oraz jej więzadeł, kaletki oraz ścięgna zginacza głębokiego. Choroba dotyczy wyłącznie kończyn przednich. Najczęstszą przyczyną jest często zbyt duże obciążenie pracą młodych koni oraz wierzchowców sportowych. Szczególnie narażone są konie startujące w konkurencji skoków przez przeszkody. Dzieje się tak ponieważ w momencie lądowania konia po skoku, trzeszczka oraz struktury z nią powiązane poddawane są bardzo dużemu, dynamicznemu obciążeniu. Ważną rolę odgrywa także dziedziczna skłonność do zwyrodnień trzeszczek dalszych.